# Clara Lenz (Malerin, 1874)
Clara Lenz, vollständig Clara Johanna Julie Elisabeth Lenz, verheiratete Lagerlöf (* 5. Juli 1874 in Lübeck; † 1963) war eine deutsche Malerin.

## Leben
Lenz war die Tochter der Helene (geborene Classen) und deren Ehemann, des in Lübeck tätigen Zoologen Heinrich Lenz, der 1913 als Kustos des Museums für Naturkunde im Museum am Dom verstarb. Sie studierte Malerei an der privaten Académie Julian in Paris und war dort eine Mitschülerin von Paula Modersohn-Becker. Am 22. August 1904 heiratete sie den aus Schweden nach New York ausgewanderten Industriellen Hans Lagerlöf, der mit dem industriellen Holzstoff- und Papierimport in den Vereinigten Staaten ein Vermögen gemacht hatte und in den USA wie in Schweden als Philatelist bekannt wurde, weil er Schweden je eine Rote und Blaue Mauritius verschaffte. Ihr Porträtgemälde ihres Ehemannes aus dem Jahr 1909 befindet sich heute mit sonstigem Nachlass im schwedischen Postmuseum. Als Malerin sind von ihr Interieurs mit Figuren, Landschaften, Ansichten aus Lübeck und Paris sowie Stillleben bekannt. In der Zeit der Inflation in Deutschland Anfang der 1920er Jahre unterstützte sie mit Devisen die Neuaufstellung des Naturkundemuseums am Dom unter dem Konservator Ludwig Benick.
Die Familie lebte in Weehawken, New Jersey, und hatte eine Tochter und zwei Söhne.
- Mabel (* 22. Juli 1905)
- Carl Peter Gerell (* 12. November 1908)
- Erik Gustaf (* 5. Mai 1910)[6]